# سولومون سيمون
سولومون سيمون (بالإنجليزية: Solomon Simon)‏ (بالروسية: Саймон, Соломон)‏ هو كاتب أمريكي وبيلاروسي، ولد في 4 يوليو 1895 في Kalinkavichy ‏ في روسيا البيضاء، وتوفي في 8 نوفمبر 1970 في ميامي في الولايات المتحدة.